# Madonna Piot
La Madonna Piot (o tondo della Vergine adornate il Bambino) è un'opera attribuita a Donatello e conservata al Museo del Louvre di Parigi. È in terracotta policroma con incrostazioni di vetro e cera e viene generalmente datata al 1440 circa.

## Storia
L'opera arrivò al Louvre nel 1890 con la donazione di Eugène Piot e da allora è stata alternativamente attribuita a Donatello e alla sua cerchia, con varie controversie anche sulla datazione. Si tratta di un'opera nata per la devozione privata, in circostante però ancora sconosciute. Il 1440 circa è il periodo di opere colte e aggraziate (come il celebre David), per cui vi viene generalmente collocata anche questa Madonna. Altri la datano alla vecchiaia dell'artista, verso il 1460.

## Descrizione
L'opera è un notevole esempio di stiacciato, con un'intensa espressività delle figure. La Madonna è raffigurata con le mani giunte mentre prega il Bambino, che è seduto davanti a lei con in mano due dischi. Di grande effetto è il leggerissimo panneggio setoso, soprattutto attorno alla testa, dove dà la sensazione di finissime trasparenze. Originale è lo sfondo composto da una quarantina di medaglioni a sfondo rosso, con rappresentazioni di cherubini bianchi o di anfore (simbolo della maternità della Vergine): oggi molti sono frutto di reintegri in fase di restauro.
Le tracce di doratura hanno fatto ipotizzare (Giorgio Bonsanti) che tutta l'opera potesse essere stata un tempo dorata, creando uno sfolgorante effetto coloristico.